# Merredin
Merredin è una città situata nella regione di Wheatbelt, in Australia Occidentale; essa si trova 250 chilometri a est di Perth ed è la sede della Contea di Merredin. Al censimento del 2006 contava 2.550 abitanti.